# Bousse (Moselle)
Bousse település Franciaországban, Moselle megyében. Lakosainak száma 3254 fő (2022. január 1.). Bousse Ay-sur-Moselle, Guénange, Mondelange, Richemont és Rurange-lès-Thionville községekkel határos.

## Népesség
A település népességének változása:
| Lakosok száma | 1387 | 2576 | 2575 | 2624 | 2998 | 3098 | 3174 | 3205 | 3209 | 3254 |
|               | 1968 | 1982 | 1990 | 2006 | 2013 | 2015 | 2017 | 2019 | 2020 | 2022 |